# Чемпіонат Чехословаччини з футболу 1930—1931
1 ліга 1930/31 (чеськ. 1. asociační liga 1930/31) — сьомий професіональний розіграш чемпіонату Чехословаччини з футболу. Переможцем змагань втретє поспіль став клуб «Славія» (Прага). 

## Підсумкова таблиця
|   | Турнірна таблиця    | М  | В  | Н | П  | МЗ | МП | О  |
| - | ------------------- | -- | -- | - | -- | -- | -- | -- |
| 1 | Славія (Прага)      | 14 | 12 | 0 | 2  | 48 | 14 | 24 |
| 2 | Спарта (Прага)      | 14 | 10 | 1 | 3  | 59 | 22 | 21 |
| 3 | Богеміанс (Прага)   | 14 | 7  | 4 | 3  | 46 | 26 | 18 |
| 4 | Вікторія (Жижков)   | 14 | 7  | 0 | 7  | 34 | 20 | 14 |
| 5 | Кладно              | 14 | 4  | 5 | 5  | 28 | 34 | 13 |
| 6 | Наход               | 14 | 5  | 3 | 6  | 24 | 41 | 13 |
| 7 | Тепліце ФК          | 14 | 3  | 2 | 9  | 36 | 53 | 8  |
| 8 | Метеор-VIII (Прага) | 14 | 0  | 1 | 13 | 14 | 79 | 1  |

## Найкращі бомбардири
| №  | Гравець           | Клуб      | Голи |
| -- | ----------------- | --------- | ---- |
| 1. | Йозеф Сильний     | Спарта    | 18   |
| 2. | Отто Гафтль       | Тепліце   | 17   |
| 3. | Карел Бейбл       | Богеміанс | 16   |
| 4. | Раймон Брен       | Спарта    | 14   |
| 5. | Яромір Скала      | Богеміанс | 13   |
| 6. | Франтішек Свобода | Славія    | 11   |

## Чемпіони
Франтішек Планічка (14/0/5) -
Вацлав Бара (4/3),
Штефан Чамбал (5/2),
Франтішек Черницький (14/0),
Карел Чипера (3/5),
Франтішек Файт (7/1),
Богумил Йошка (6/5),
Франтішек Юнек (14/4),
Франтішек Клоз (2/2),
Вілем Кьоніг (2/0),
Антонін Новак (13/2),
Антонін Пуч (5/2),
Ян Смолка (1/1),
Франтішек Свобода (12/13),
Адольф Шимперський (14/1),
Їндржих Шолтис (11/5),
Ладислав Шубрт (2/0),
Антонін Водічка (12/1),
Ладислав Женишек (13/0),
тренери Джон Вільям Мадден, Ян Райхардт і Йозеф Слоуп-Штаплік